# Peklenc
Peklenc (Pekelnyboh, Pekelnypan, Pekelnik, Lokton) è una divinità ctonica della mitologia slava. È signore del sottosuolo e giudice divino.
Governava il fuoco sotterraneo in cui si formavano i metalli e le pietre preziose. Regnava anche sulle acque che scorrevano sotto terra e che secondo le antiche credenze slave provocavano i terremoti quando giungevano in superficie. Su ordine di Peklenc la terra si spaccava e si formavano burroni e dirupi profondi come gole infernali. Talvolta il Peklenc emergeva in superficie. Fiumi e paludi costituivano dei portali tra il mondo esterno e il regno sotterraneo, che potevano essere attraversati in entrambe le direzioni. 
Peklenc possedeva una conoscenza assoluta sulle azioni compiute dagli uomini malvagi, che venivano attirati nel suo regno per essere giudicati e puniti. Il dio era un giudice severo, ma giusto. Dava a tutti la possibilità di correggere il proprio comportamento e dimostrare la propria bontà. Gli uomini che continuavano ad agire in maniera malvagia venivano condannati alla morte o sottoposti a pene variabili a seconda del carattere delle azioni compiute. Le persone crudeli e impietose venivano trasformate in pietre, i litigiosi diventavano lupi mannari, mentre chi non aveva compassione per il prossimo era tramutato in una creatura che si nutriva del suo stesso corpo. 
Peklenc era capace di punire anche intere società. In questo caso ordinava alla terra di aprirsi e di inghiottire villaggi i cui abitanti si erano macchiati di particolari colpe. Al loro posto si formava uno stagno o un lago. Gli abitanti scontavano la loro pena vagando sott'acqua e le loro urla disperate venivano diffuse per il mondo interno da Oźwiena, la dea dell'eco. Peklenc inviava spititi maligni dai sovrani ingiusti che scappavano terrorizzati e abbandonavano i loro regni. Questi cadevano in rovina, venivano ricoperti di gramigna e ritornavano alla natura. Agli uomini che vivevano nell'ingiustizia Peklenc inviava un basilisco ordinatogli di andare a vivere nelle cantine delle loro case.